# Frotey-lès-Vesoul
Frotey-lès-Vesoul é uma comuna francesa na região administrativa de Borgonha-Franco-Condado, no departamento de Alto Sona. Estende-se por uma área de 7,63 km². Em 2010 a comuna tinha 1 419 habitantes (densidade: 186 hab./km²).